# Андонис Никополидис
Андонис Никополидис (грч. Αντώνης Νικοπολίδης; Арта, 14. јануар 1971) je бивши грчки фудбалски голман и тренутно фудбалски тренер.

## Клупска каријера
Никополидис је каријеру започео у локалном клубу Анагениси из Арте, одакле је у лето 1989. прешао у Панатинаикос. Дебитовао је у сезони 1990/91. у дербију против великог ривала Олимпијакоса, а први голман је постао тек у сезони 1997/98. Са клубом је сезоне 2001/02. стигао до четвртфинала Лиге шампиона, и био је један од кључних играча. У сезони 2003/04. пропадају преговори о потписивању новог уговора, тако да је Никополидис постао резервни голман.
Непосредно пре Европског првенства 2004. Никополидис је потписао трогодишњи уговор са Олимпијакосом. У првом дербију против бившег клуба Никополидис није примио гол. Са Олимпијакосом је 2 пута узастопно освојио дуплу круну, и тако постао први грчки фудбалер који је освојио три узастопне дупле круне са два различита тима. Истакао се у мечевима у Лиги шампиона одбранивши пенале против Реала, Роме и Розенборга. 
Никополидис је заузео 55. место на списку најбољих голмана у периоду 1987—2011., који је објавила Међународна федерација за фудбалску историју и статистику (IFFHS).

## Репрезентативна каријера
Никополидис је за сениорску репрезентацију Грчке дебитовао 18. августа 1999. против Ел Салвадора. Био је први голман репрезентације на Европском првенству 2004., и један од најбољих играча у репрезентацији која је сензационално освојила злато. У елиминационој фази такмичења није примио гол у све три утакмице. Био је проглашен за најбољег голмана првенства, а такође је био међу најбољих 11 играча на првенству.
Из репрезентације се повукао 15. јуна 2008. после 90 одиграних мечева.

## Трофеји

### Клупски
Панатинаикос
- Првенство Грчке (5) : 1990, 1991, 1995, 1996, 2004.
- Куп Грчке (5) : 1991, 1993, 1994, 1995, 2004.
- Суперкуп Грчке (2) : 1993, 1994.

Олимпијакос
- Првенство Грчке (6) : 2005, 2006, 2007, 2008, 2009, 2011.
- Куп Грчке (4) : 2005, 2006, 2008, 2009.
- Суперкуп Грчке (1) : 2007.

### Репрезентативни
Грчка
- Европско првенство 1 : 2004.

### Индивидуални
- Најбољи голман Грчке 8 : 1999/00, 2001/02, 2002/03, 2003/04, 2004/05, 2005/06, 2007/08, 2008/09. (Рекорд)
- Европско првенство у фудбалу 2004. Члан најбољег тима